# 神戸松蔭大学
神戸松蔭大学（こうべしょういんだいがく、英語: Kobe Shoin University）は、兵庫県神戸市灘区篠原伯母野山町1丁目に本部を置く日本の私立大学。1892年創立、1966年大学設置。
2025年に共学化し、神戸松蔭女子学院大学から神戸松蔭大学へ名称を変更した。

## 概観
日本聖公会系のキリスト教主義学校（ミッション・スクール）である。
六甲山麓の山の手に神戸の街と海を一望できるキャンパスを有する。レンガ色の美しい校舎は1983年にBCS賞（建築業協会賞）を受賞している。

## 特色
スポーツにおいては、ウィンブルドンの優勝者を出しているテニス部をはじめ、ソフトテニス部（2009年全日本学生大会団体３位、西日本学生大会団体1位）、卓球部（2006年春・2011年春関西リーグ優勝、2022年全日本大学総合選手権大会団体優勝）、なぎなた部（全日本学生の団体戦で10度の優勝）など、全国レベルの実績がある。また、書道部も全日本学書展で多数の受賞実績がある。サークル等で東隣の六甲台町にある神戸大学と活動を共にするなど、他大学との交流もさかんである。

## 沿革
《出典：》
- 1892年（明治25年）
  - 1月 - 英国聖公会SPGの宣教師H.J.フォスが、女性宣教師H.M.バーケンヘッド（英: Hannah Maria Birkenhead、1856年10月3日[5] - 没年不明）と協力し、神戸市山本通1丁目10番（現：中央区北野町1丁目）に松蔭女学校を創立[6][7]。
  - 10月 - 神戸市中山手通6丁目4番地に移転[7]。
- 1899年（明治32年）12月 - 私立学校令により各種学校として松蔭女学校設立認可[7]。
- 1906年（明治39年）9月17日 - 神戸市中山手通6丁目91番地に移転完了し、落成式挙行。以後、この日が創立記念日とされる[7]。
- 1911年（明治44年）5月 - 文部省指定女学校認可[7]。
- 1915年（大正04年）
- 3月 - 私立松蔭高等女学校設立認可[8]。松蔭女学校廃止[7]。
- 4月 - 私立松蔭高等女学校開校。
- 1921年（大正10年）6月 - 浅野勇[注釈 1]（第9代）校長就任[7]。
- 1922年（大正11年）3月 - 運営母体の財団法人私立松蔭高等女学校を設立（3月23日設立許可[9]）。
- 1929年（昭和04年）12月 - 青谷新校舎へ移転[7]。
- 1930年（昭和05年）
  - 1月 - 青谷新校舎落成式[7]。
  - 4月 - 専攻科設置。
- 1940年（昭和15年）9月 - 時局の影響（前年第二次世界大戦勃発）を受けて理事会がキリスト教教育の中止を決定[7]。
- 1945年（昭和20年）
  - 4月 - 「決戦教育措置要綱」（3月18日政府閣議決定）実施により授業停止[7]。
  - 6月5日 - 神戸大空襲で校舎（本館、東校舎など）焼失[7]。
  - 9月 - 授業・キリスト教教育の再開[7]。
- 1947年（昭和22年）
  - 3月31日 - のちに大学・短期大学となる松蔭女子専門学校設立認可[10]。
  - 4月 -
    - 神戸市灘区青谷町3丁目の松蔭高等女学校敷地内に、松蔭女子専門学校設立。初代校長に浅野勇高等女学校長が兼任[7][11]。
    - 学校教育法により松蔭中学校設置。新制中学校長も浅野勇兼任[7]。

  - 12月 - 財団法人名を松蔭女子学院と改称。初代院長に浅野勇就任[7]。
- 1948年（昭和23年）4月 - 学校教育法により松蔭高等学校設置。
- 1950年（昭和25年）3月 - 神戸市葺合区中島通１丁目10番に、松蔭短期大学設置（キリスト教科〈男女共学[7]〉、英文科）。同月をもって松蔭女子専門学校廃止（同年5月26日廃止認可[12]）。
- 1951年（昭和26年）3月 - 運営母体（設置者）が学校法人松蔭女子学院となる。
- 1953年（昭和28年）4月 - 短期大学に服飾科増設。
- 1956年（昭和31年）
  - 10月 - 浅野勇校長・院長逝去。八代斌助が（第10代）校長・（第2代）院長に就任[7]。
  - 11月 - 大学同窓会「大学千と勢会」発足[7]。
- 1960年（昭和35年）4月 - 短期大学に家政科増設。
- 1962年（昭和37年）4月 - 短期大学に日本文学科増設 。
- 1966年（昭和41年）4月 - 神戸市垂水区に松蔭女子学院大学を設置（文学部キリスト教学科、英米文学科、国文学科）。これに伴い、短期大学のキリスト教学科、日本文学科を廃科。
- 1969年（昭和44年）4月 - 短期大学の英文科を英文学科、服飾科を服飾学科、家政科を家政学科と改称。短大に研究科（修行年限1年）開設[7]。
- 1974年（昭和49年）4月 - 松蔭短期大学を松蔭女子学院短期大学と校名変更。短大英文学科の一部を垂水学舎へ移設[7]。
- 1976年（昭和51年）4月 - 大学キリスト教学科募集停止[7]。
- 1978年（昭和53年）12月 - 大学・短大、六甲学舎（神戸市灘区篠原伯母野山町1丁目）起工式[7]。
- 1980年（昭和55年）4月 - 六甲学舎第1期工事竣工。短期大学が青谷・垂水学舎から六甲学舎へ移転。大学キリスト教学科廃科。
- 1981年（昭和56年）
  - 4月 - 六甲学舎第2期工事竣工。大学が垂水学舎から六甲学舎へ移転。
  - 9月 - 六甲学舎第3期工事竣工[7]。
  - 11月9日 - 六甲統合学舎落成式。新学歌制定[7]。
- 1984年（昭和59年）3月 - 短大研究科募集停止[7]。
- 1986年（昭和61年）4月 - 短期大学英文学科に英文学専攻、英語学専攻を設置。家政学科に生活科学専攻、食物栄養専攻を設置。短期大学家政学科食物栄養専攻が栄養士養成施設として指定される。
- 1989年（平成元年）3月 - 松蔭大学会館竣工（大学・短大同窓会館を兼ねる）[7]。
- 1991年（平成03年）4月 - 短期大学服飾学科を生活造形学科に、家政学科を生活科学科に名称変更。
- 1992年（平成04年）
  - 4月 - 大学文学部英米文学科を英語英米文学科に改称。
  - 9月 - 学院創立100周年記念式典挙行[7]。
- 1993年（平成05年）7月 - 大学シンボルマーク制定[7]。
- 1995年（平成07年）4月 - 大学名を神戸松蔭女子学院大学に、短期大学名を神戸松蔭女子学院短期大学に変更。
- 2000年（平成12年）4月 - 大学院文学研究科英語学専攻、国語国文学専攻（修士課程）設置。大学文学部に総合文芸学科設置。短期大学英文学科の専攻ごとの学生募集を停止（専攻課程廃止）。短期大学の英文学科を英語コミュニケーション学科に名称変更。
- 2001年（平成13年）4月 - 大学文学部に心理学科設置。
- 2002年（平成14年）4月 - 大学院文学研究科に言語科学専攻（博士課程）設置。
- 2004年（平成16年）4月 - 大学院文学研究科に心理学専攻（修士課程）設置（男女共学[7]）。大学に人間科学部心理学科設置（大学文学部心理学科学生募集停止）
- 2005年（平成17年）
  - 4月 - 
    - 大学人間科学部に生活学科（都市生活専攻、食物栄養専攻）設置。
    - 短期大学生活科学科（生活科学専攻、食物栄養専攻）の学生募集停止。
    - 神戸松蔭女子学院短期大学を神戸松蔭女子学院短期大学部に名称変更。
    - 大学人間科学部生活学科食物栄養専攻が管理栄養士養成施設として指定される。

  - 11月 - 大学が神戸市灘区と連携協力に関する協定締結[7]。
- 2007年（平成19年）
  - - 大学60周年記念事業実施。
  - 9月 - 短期大学部生活科学科（生活科学専攻、食物栄養専攻）を廃止。
- 2008年（平成20年）4月 - 大学人間科学部に子ども発達学科、ファッション・ハウジングデザイン学科を設置。短期大学部英語コミュニケーション学科、生活造形学科の募集を停止（短期大学部、学生募集停止）。
- 2009年（平成21年）4月 - 大学人間科学部子ども発達学科が指定保育士養成施設に指定される。
- 2010年（平成22年）4月 - 大学文学部心理学科を廃止。
- 2011年（平成23年）
  - 4月 - 文学部英語英米文学科、国文学科の学生募集停止。文学部に英語学科、日本語日本文化学科を設置。
  - 5月 - 神戸松蔭女子学院短期大学部を廃止。
- 2012年（平成24年）
  - 1月 - 学院創立120周年記念礼拝実施（神戸聖ミカエル教会）[7]。
  - 9月 - 創立120周年記念式典・祝賀会挙行[7]。
- 2015年（平成27年）4月 - 認定こども園松蔭おかもと保育園開園（系列社会福祉法人松蔭ミカエル福祉会）。
- 2017年（平成29年）
  - 4月 - 人間科学部生活学科（都市生活専攻、食物栄養専攻）の学生募集停止。人間科学部に都市生活学科（都市生活専修、食ビジネス専修）、食物栄養学科を設置。
  - 12月 - 学院モットー「一粒のからし種（A grain of mustard seed）」、大学モットー「Open Yourself, Open Your Future」、中高モットー「Open Heart, Open Mind」制定[7]。
- 2019年（平成31年）4月 - 大学教育学部教育学科を新設。人間科学部子ども発達学科、文学部総合文芸学科の学生募集停止。
- 2021年（令和03年）4月 - 大学院文学研究科言語科学専攻（博士後期課程）の学生募集停止。
- 2022年（令和04年）9月 - 学院創立130周年記念式典挙行[7]。
- 2025年（令和07年）4月 - 共学化し、大学名を神戸松蔭大学に変更[2]。文学部の英語学科をグローバルコミュニケーション学科と、人間科学部の都市生活学科を人間科学科と改称。人間科学部食物栄養学科の学生募集を停止[13]。

## 組織構成

### 学部
- 文学部
  - グローバルコミュニケーション学科[注釈 2]
  - 日本語日本文化学科[注釈 3]
    - 方言・日本語教育コース
    - 文学・創作表現コース
    - 書道コース

  - 総合文芸学科（学生募集停止）
    - 総合文芸コース
    - メディア・広報コース
- 人間科学部
  - 心理学科
  - 人間科学科[注釈 4]
    - 人間環境コース
    - 経済・経営コース
    - 食マネジメントコース
    - 地域ブランディングコース

  - 食物栄養学科（学生募集停止）
  - ファッション・ハウジングデザイン学科
- 教育学部
  - 教育学科[注釈 5]
    - 幼児教育専攻
    - 小学校教育専攻

#### かつて設けられていた学科
- 子ども発達学科（2019年4月 学生募集停止）
  - 幼児教育コース
  - 初等教育コース
- 生活学科（2017年4月　学生募集停止）
  - 都市生活専攻
  - 食物栄養専攻

### 大学院
- 文学研究科
  - 国語国文学専攻（修士課程）
  - 心理学専攻（修士課程）
    - 臨床心理学コース

## 大学関係者と組織

### 著名な卒業生
- 吉田知代…衆議院議員（短大卒業）
- 沢松和子…元プロテニス選手、1975年のウィンブルドン女子ダブルスで、日系人選手のアン清村とペアを組んで優勝
- 沢松順子…元プロテニス選手、沢松和子の姉
- 沢松奈生子…元プロテニス選手、テニス解説者、沢松順子の娘、沢松和子の姪
- コシノミチコ…日本のファッションデザイナー（短大卒業）
- 岸ユキ…女優・タレント（短大卒業）
- 楠見薫…女優
- 澤野井香里…JJ読者モデル
- 國重友美…書家
- 進藤晶子…元TBSアナウンサー
- 美元智衣…シンガーソングライター
- 浜平恭子…パーソナリティ
- なかじ有紀…漫画家
- 大角茉里…元愛媛朝日テレビアナウンサー→元千葉テレビアナウンサー
- 河上満栄…前衆議院議員（1期）、民主党京都府参議院選挙区第4総支部長（短大卒業）
- 山内佑利子…フリーアナウンサー
- 裕加…女優
- 勝友美…女性起業家（Re.muse）&インフルエンサー（短大卒業）

## 対外関係

### 国際学術交流等協定校
- 韓国カトリック大学
- 北京外国語大学
- 天津師範大学
- オハイオ大学
- デラウェア大学
- ニューハンプシャー大学（英語版）
- ロンドン大学
- アデレード大学

## 系列校
- 松蔭中学校・高等学校